# Anette Kokholm
Anette Kokholm (født 4. september 1964 i Søborg) er en dansk journalist.
Kokholm er uddannet fra Danmarks Journalisthøjskole i 1990 og blev efterfølgende ansat ved DR P3, hvor hun var vært på programmerne Erotica, Varm Weekend og interviewprogrammet Kronsj!. Fra 1996 til 2000 var hun vært og reporter på Go' morgen P3. I 2001 var hun vært på Herreværelset på P1, og i 2002 vendte hun tilbage til Kronsj!.
Efter i 2002 at have været omkring dagbladet Dagen som redaktionschef og sekretariatsleder, skiftede hun i 2003 til tv og blev programudvikler på Skandinavisk Film Kompagni og studievært på Go' morgen Danmark.
Derefter vendte hun i 2005 tilbage til avisverdenen som chef for familie- og livsstilsstoffet hos B.T. med ansvar for tre tillæg. Samtidig var hun lederskribent.
I august 2006 blev hun ansat som kanalchef på Kanal 4, der ejes af SBS. Hun indtrådte samtidig i direktionen for SBS TV og har også været vært på programmerne Markante Kvinder og Kvinder lige på.
Siden 12. januar 2009 har hun været chefrdaktør for Familie Journal, der udgives af Aller Press A/S.
Fra 2001 til 2004 drev hun desuden egen konsulentvirksomhed, der beskæftigede sig med coaching og kurser. Hun var fra 1995-2002 intern underviser på DR's efteruddannelse.
I 2005 tog hun Orkla Medias chefuddannelse, Master of Media Management.
Kokholm var fra 1. november 2022 til april 2024 administrerende direktør for TV2 Øst.
Privat er Anette Kokholm gift og mor til fem.